# Victor Weisskopf

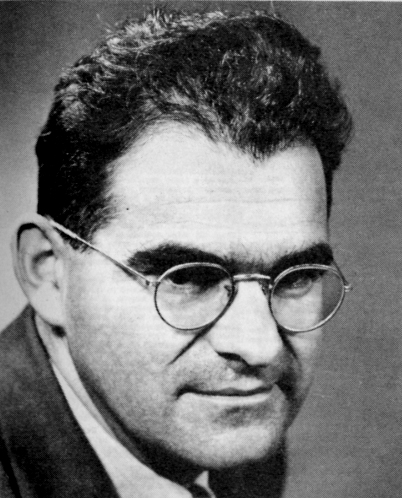
Victor Weisskopf

Victor Frederick Weisskopf (* 19. September 1908 in Wien, Österreich-Ungarn; † 22. April 2002 in Newton, Massachusetts) war ein österreichisch-US-amerikanischer Physiker.

## Leben
Victor Weisskopf wuchs in Wien auf und war ein Großneffe des Zeitungsherausgebers und Humanisten Carl Colbert. Er studierte nach der Matura am Gymnasium Stubenbastei Physik, zuerst in Wien, dann von 1928 bis 1931 an der Universität Göttingen unter Max Born. Hier schrieb er mit Eugene Wigner einen Aufsatz über die Quantentheorie der Linienbreite von Atomspektren. 1931–1932 war er nacheinander in Leipzig bei Werner Heisenberg, in Berlin bei Erwin Schrödinger, in Kopenhagen bei Niels Bohr und in Cambridge bei Paul Dirac, bis er 1933 für zwei Jahre Assistent von Wolfgang Pauli in Zürich wurde. Hier und ab 1936 bei Niels Bohr stellte er wichtige frühe Untersuchungen zur Quantenelektrodynamik (QED) an. Weisskopf musste 1937 wegen seiner jüdischen Herkunft in die USA auswandern.
Während des Zweiten Weltkrieges beteiligte er sich auf Anfrage Robert Oppenheimers am US-Atombombenprogramm (Manhattan-Projekt). Er stand dabei im Zwiespalt zwischen der Entwicklung einer Massenvernichtungswaffe einerseits und der Angst vor einem Zuvorkommen in der Entwicklung der Atombombe durch Deutschland andererseits. Seine Skrupel machten ihn im Jahr 1944 zum Mitbegründer der Federation of Atomic Scientists und er sprach sich für eine zivile Nutzung der Kernenergie aus. Am 16. Juli 1945 war er Zeuge des ersten Atombombentests. Dieser prägte ihn nachhaltig und er beschloss, sich nicht mehr an der Entwicklung von Waffen zu beteiligen.

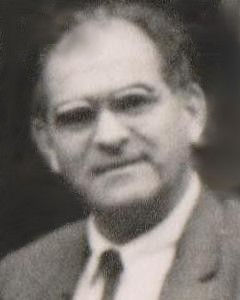
Victor Weisskopf, 1963 in Kopenhagen

Nach dem Krieg wurde er Professor am Massachusetts Institute of Technology (MIT), für das er bis zu seinem Tod arbeitete.
Mit James Bruce French (1921–2002) stellte er Ende der 1940er Jahre eine korrekte Berechnung der Lamb-Verschiebung an, damals der erste exakte Prüfstein der Quantenelektrodynamik. Er ist für seine vielen Beiträge zur theoretischen Kernphysik bekannt, insbesondere von Kernreaktionen, häufig in Zusammenarbeit mit Herman Feshbach. Sein Lehrbuch mit John Blatt galt lange Zeit als Standardwerk der theoretischen Kernphysik. In den 70er Jahren war er an der Entwicklung des „MIT-Bag“-Modells von in Hadronen gebundenen Quarks beteiligt.
Weisskopf war für seine große physikalische Intuition bekannt, die er auch in einigen pädagogischen Aufsätzen und Büchern demonstriert.
In den Jahren 1961–1965 war Weisskopf als Direktor des Europäischen Forschungszentrums CERN in Genf tätig.

## Auszeichnungen
- 1956: Max-Planck-Medaille
- 1972: Prix mondial Cino Del Duca
- 1976: Oersted Medal

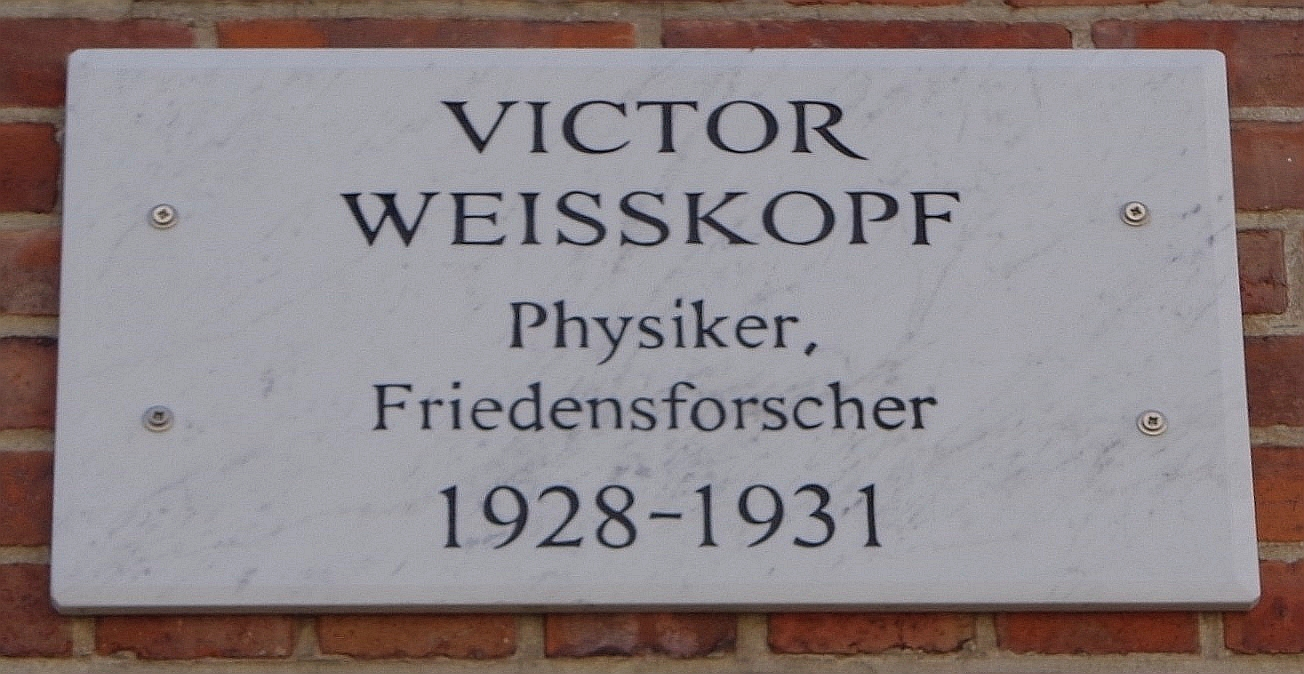
Göttinger Gedenktafel für Victor Weisskopf

- 1977: Marian-Smoluchowski-Medaille.
- 1978: Pour le Mérite für Wissenschaft und Künste
- 1981: Österreichisches Ehrenzeichen für Wissenschaft und Kunst
- 1983: Ehrenmitglied der Deutschen Physikalischen Gesellschaft.
- 1984: Albert-Einstein-Medaille
- 1990: Ludwig-Wittgenstein-Preis der Österreichischen Forschungsgemeinschaft.
- 2000: Großes Goldenes Ehrenzeichen mit dem Stern für Verdienste um die Republik Österreich[8]

## Mitgliedschaft
1948 wurde Weisskopf in die American Academy of Arts and Sciences gewählt. Seit 1952 war er Mitglied der National Academy of Sciences und seit 1966 der American Philosophical Society. 1962 wurde er als korrespondierendes Mitglied in die Bayerische Akademie der Wissenschaften aufgenommen. 1974 wurde er zum Mitglied der Leopoldina gewählt. 1975 wurde er Fellow der American Association for the Advancement of Science.

## Schriften
- mit John M. Blatt: Theoretical nuclear physics. Wiley u. a., New York NY 1952.
- Knowledge and Wonder. The Natural World as Man knows it. (= Science Study Series. S 31, ZDB-ID 919775-8). Anchor, Garden City NY 1962, (In deutscher Sprache: Das Wunder des Wissens. Von der Universalität der Naturwissenschaften (= Natur und Wissen. W 30/31, ZDB-ID 599889-x). Desch, München u. a. 1964), (populär).
- Physics in the Twentieth Century. Selected Essays. MIT Press, Cambridge MA u. a. 1972, ISBN 0-262-23056-9.
- mit Kurt Gottfried: Concepts in particle physics. 2 Bände. Clarendon Press u. a., Oxford 1984–1986, ISBN 0-19-503392-2 (Band 1), ISBN 0-19-503393-0 (Band 2).
- The Joy of Insight. Passions of a Physicist. Basic Books, New York NY u. a. 1991, ISBN 0-465-03678-3 (In deutscher Sprache: Mein Leben. Ein Physiker, Zeitzeuge und Humanist erinnert sich an unser Jahrhundert. Scherz, Bern u. a. 1991, ISBN 3-502-18840-8).[13]